# Viaducto (estación)
Viaducto es una de las estaciones que forman parte del Metro de la Ciudad de México, perteneciente a la Línea 2. Se ubica al sur de la Ciudad de México, en el límite de las alcaldías Benito Juárez e Iztacalco.

## Información general
El nombre hace referencia al Viaducto Miguel Alemán que se localiza al norte de la estación y su símbolo representa el trébol carretero que conforma el cruce de la Calzada de Tlalpan con el Viaducto Miguel Alemán/Río de la Piedad.

### Accidente de 1975
En esta estación ocurrió el más grave accidente que ha tenido el Metro. El 20 de octubre de 1975 dos trenes se impactaron, causando la muerte de 31 personas y 70 heridos. A las 9:40 de la mañana el Tren n.º 10 impactó al Tren n.º 8, debido a un presunto error humano del conductor del Tren n.º 10 -ya que entonces el Metro no contaba con pilotaje automático- aunque las investigaciones y responsabilidades nunca fueron aclaradas. Versiones posteriores indicaron un posible sabotaje para forzar la instalación del pilotaje automático a las autoridades, lo cual finalmente ocurrió, pero con consecuencias lamentables.

### Afluencia
En 2014 la estación presentó una afluencia promedio anual de 18 530 personas. La afluencia total para el año 2018 de enero a diciembre fue de 7 713 645
| Tipo de día   | Afluencia promedio |
| ------------- | ------------------ |
| Día laboral   | 21 077             |
| Fin de semana | 13 114             |
| Día festivo   | 9.811              |
| Total anual   | 18 530             |

La siguiente tabla muestra la afluencia de la estación en los últimos 10 años:
| Afluencia Anual de Pasajeros | Afluencia Anual de Pasajeros | Afluencia Anual de Pasajeros | Afluencia Anual de Pasajeros | Afluencia Anual de Pasajeros | Afluencia Anual de Pasajeros |
| ---------------------------- | ---------------------------- | ---------------------------- | ---------------------------- | ---------------------------- | ---------------------------- |
| Año                          | Afluencia                    | A Diario                     | Ranking                      | Incremento                   | Ref.                         |
| 2024                         | -                            | -                            | -                            | -                            |                              |
| 2023                         | 4,290,859                    | 11,755                       | 108°/187                     | -0.52%                       | [ 8 ]                        |
| 2022                         | 4,313,392                    | 11,817                       | 100°/175                     | +31.21%                      | [ 9 ]                        |
| 2021                         | 3,287,377                    | 9,006                        | 97°/195                      | -22.77%                      | [ 10 ]                       |
| 2020                         | 4,256,619                    | 11,630                       | 84°/195                      | -43.58%                      | [ 11 ]                       |
| 2019                         | 7,543,940                    | 21,133                       | 85°/195                      | -2.20%                       | [ 12 ]                       |
| 2018                         | 7,713,645                    | 21,133                       | 85°/195                      | +1.61%                       | [ 13 ]                       |
| 2017                         | 7,591,103                    | 20,797                       | 84°/195                      | -0.08%                       | [ 14 ]                       |
| 2016                         | 7,597,169                    | 20,757                       | 87°/195                      | -1.48%                       | [ 15 ]                       |
| 2015                         | 7,711,654                    | 21,127                       | 83°/195                      | -2.43%                       | [ 16 ]                       |

## Conectividad

### Salidas
- Calzada de Tlalpan entre Calle La Coruña y Calzada Santa Anita, colonia Viaducto Piedad.
- Calzada de Tlalpan entre Calle Fernando y Calle Segovia, colonia Álamos.